# Liste der Staatsoberhäupter 680
Übersicht
◄◄ | ◄ | 676 | 677 | 678 | 679 | Liste der Staatsoberhäupter 680 | 681 | 682 | 683 | 684 | ► | ►►

Weitere Ereignisse

## Amerika
- Maya
  - Caracol
    - Herrscher: K'ak' Ujol K'inich II. (658–680)

  - Copán
    - Herrscher: Rauch Imix (628–695)

  - Palenque
    - Herrscher: K'inich Janaab Pakal I. (615–683)

## Asien
- Bagan
  - König: Peitthon (652–710)

- China
  - Kaiser: Tang Gaozong (649–683)

- Iberien (Kartlien)
  - König: Adarnase II. Patrikios (650–684)

- Indien
  - Chalukya
    - König: Vikramaditya I. (655–680)
    - König: Vinayaditya (680–696)

  - Östliche Chalukya
    - König: Vishnuvardhana II. (673–682)

  - Pallava
    - König: Paramesvara Varman (670–685)

  - Pandya
    - König: Arikesari Maravarman Nindraseer Nedumaaran (670–710)

- Japan
  - Kaiser: Temmu (672–686)

- Kaschmir
  - König: Pratapaditya (661–711)

- Reich der Khmer
  - König: Jayavarman I. (657–681)

- Korea
  - Balhae
    - König: Sejo Yeol (669–698)

  - Silla
    - König: Munmu (661–681)

- Kalifat der Muslime
  - Kalif: Muʿāwiya I. (661–680)
  - Kalif: Yazid I. (680–683)

- Tibet
  - König: Düsong Mangpo Je (676–704)

## Europa
- Bulgarien
  - Khan: Asparuch (679–700)

- Byzantinisches Reich
  - Kaiser: Konstantin IV. (668–685)

- England (Heptarchie) 
  - East Anglia
    - König: Ealdwulf (664–713)

  - Essex
    - König: Sighere (664–690) und Sebbi (664–694)

  - Kent
    - König: Hlothhere (673–685)

  - Mercia
    - König: Æthelred (675–704)

  - Northumbria
    - König: Ecgfrith (670–685)

  - Wessex
    - König: Centwine (676–685)

- Fränkisches Reich
  - König: Theuderich III. (679–691)
  - Neustrien
    - Hausmeier: Ebroin (656–681)

  - Austrasien
    - Hausmeier: Wulfoald (662–680)
    - Hausmeier: Pippin der Mittlere (680–687)

  - Autonome Gebiete:
    - Herzog von Baiern: Theodo I. (640–680)
    - Herzog: Landfried (680)
    - Herzog: Theodo II. (680–717)
    - Herzog von Thüringen: Heden I. (642–687)

- Langobardenreich
  - König: Perctarit (671–688)
  - Autonome langobardische Herzogtümer:
    - Herzog von Benevent: Romuald I. (662–687)
    - Herzog des Friaul: Landar (670–688)
    - Herzog von Spoleto: Transamund I. (663–703)

- Schottland
  - Dalriada
    - König: Maelduin (673–688)

  - Strathclyde
    - König: Elfin (um 658–693 ?)

  - Pikten
    - König: Brude III. mac Bile (um 671/672–692/693)

- Wales
  - Gwynedd
    - König: Cadwaladr Fendigaid ap Cadwallon (655–682)

- Westgotenreich
  - König: Wamba (672–680)
  - König: Erwig (680–687)

## Religiöse Führer
- Papst: Agatho (678–681)
- Patriarch von Konstantinopel: Georgios I. (679–686)